# Węgliska (województwo lubelskie)
Węgliska – wieś w Polsce położona w województwie lubelskim, w powiecie janowskim, w gminie Modliborzyce.

## Krótki opis
W latach 1975–1998 miejscowość należała administracyjnie do województwa tarnobrzeskiego. Według Narodowego Spisu Powszechnego (III 2011 r.) liczyła 117 mieszkańców i była siedemnastą co do wielkości miejscowością gminy Modliborzyce. Wieś leży w odległości około 1 km na południowy wschód od wsi Antolin. Miejscowa ludność wyznania katolickiego przynależy do parafii Matki Bożej Nieustającej Pomocy w Wierzchowiskach Drugich.

## Historia
Pierwsze wzmianki na temat osady w tym rejonie pochodzą z 1739. Źródła podają informację na temat niwy o nazwie Węgliska, która stanowiła część dóbr Wierzchowskich. W 1795 powstał zapewne folwark wydzielony właśnie z tych dóbr i obejmujący tereny dzisiejszej wsi. Wiadomo, że w 1877 właścicielem ów folwarku był Salezy Kochanowski. Natomiast wieś o takiej nazwie powstała pod koniec XIX wieku w wyniku parcelacji folwarku, która objęła 23 gospodarzy z okolicznych wsi. W 1897 wieś była zamieszkana przez 41 osób. Dane statystyczne z 1921 podają, że Węgliska zamieszkiwały 72 osoby w 15 domostwach. W czasie II wojny światowej na terenie wsi przeprowadzano intensywne działania partyzanckie. We wsi znajduje się cmentarz żołnierzy Armii Radzieckiej.